# Déleg (cantão)
Déleg é um cantão do Equador localizado na província de Cañar.
A capital do cantão é a cidade de Déleg.